# Who Are You
Who Are You este al optulea album al trupei engleze de rock The Who. A fost lansat pe 18 august prin Polydor Records în Regatul Unit și prin MCA Records în SUA. S-a clasat pe locul 2 în State și pe locul 6 în Anglia. Este ultimul disc al formației cu Keith Moon ca baterist: Moon a murit la circa trei săptămâni de la lansarea albumului.

## Lista pieselor
1. „New Song” (4:14)
2. „Had Enough” (John Entwistle) (4:27)
3. „905” (John Entwistle) (4:02)
4. „Sister Disco” (4:23)
5. „Music Must Change” (4:39)
6. „Trick of The Light” (John Entwistle) (4:45)
7. „Guitar and Pen” (5:56)
8. „Love is Coming Down” (4:04)
9. „Who Are You” (6:16)

- Toate cântecele au fost scrise de Pete Townshend cu excepția celor notate.

## Discuri single
- „Who Are You” (1978)
- „905” (1978)

## Componență
- Roger Daltrey — voce principală
- John Entwistle — chitară bas, voce, sintetizator, trompetă pe „Had Enough” și „Music Must Change”, voce principală pe „905”
- Keith Moon — baterie, percuție, voce de fundal pe „Who Are You”
- Pete Townshend — chitară, pian, sintetizator, voce